# Moura (rivière)
Pour les articles homonymes, voir Moura (homonymie).
La Moura (en russe : Мура) est une rivière de Sibérie orientale en Russie, qui coule dans l'oblast d'Irkoutsk et dans le krai de Krasnoiarsk. C'est un affluent de l'Angara en rive gauche, donc un sous-affluent de l'Ienisseï. 

## Géographie
Le bassin versant de la Moura a une superficie de 10 800 km2.
Le débit moyen à son point de confluence est de 28 m3/s. 
La Moura prend sa source à quelque 120 kilomètres au nord-ouest de la ville de Bratsk, dans l'oblast d'Irkoutsk, sur le plateau de l'Angara, partie méridionale du vaste plateau de Sibérie centrale. La rivière traverse des régions couvertes de taïga et fort peu peuplées. Son cours entrecoupé de rapides est orienté globalement du sud-sud-est vers le nord-nord-ouest. Après un parcours de quelque 330 kilomètres, elle finit par se jeter dans l'Angara en rive gauche, 10 kilomètres en amont de la localité de Goltiavino. 
La Moura est prise par les glaces à partir du début du mois de novembre, et ce jusqu'à fin avril ou début mai.
Peu abondante, elle n'est pas navigable et comporte de nombreux rapides dans son cours supérieur. 

## Hydrométrie - Les débits mensuels à Irba
Le débit de la Moura a été observé pendant 43 ans (1957-1999) à Irba, station hydrométrique et localité située à quelque 82 kilomètres de son point de confluence avec l'Angara. 
À Irba, le débit interannuel moyen ou module observé sur cette période était de 25,2 m3/s pour une surface prise en compte de 9 320 km2, soit plus ou moins 86 % de la totalité du bassin versant de la rivière qui compte 10 800 km2.
La lame d'eau écoulée dans ce bassin se monte de ce fait à 85 millimètres par an, ce qui doit être considéré comme plutôt médiocre, et résulte de la modération des précipitations observées dans l'ensemble de son bassin.
Rivière alimentée en grande partie par la fonte des neiges, mais aussi par les précipitations de l'été, la Moura est un cours d'eau de régime nivo-pluvial. 
Les hautes eaux se déroulent au printemps, aux mois de mai et de juin, ce qui correspond au dégel et à la fonte des neiges. Au mois de juin puis de juillet, le débit baisse fortement, puis se stabilise à un niveau fort peu élevé pendant le reste de l'été et le début de l'automne, tout en baissant progressivement.
Au mois de novembre, le débit de la rivière chute à nouveau, ce qui mène à la période des basses eaux. Celle-ci a lieu de novembre à avril inclus et correspond aux gels de l'hiver qui envahissent toute la région. 
Le débit moyen mensuel observé en mars (minimum d'étiage) est de 2,28 m3/s, soit moins de 2 % du débit moyen du mois de mai, maximum de l'année (134 m3/s), ce qui souligne l'amplitude très importante des variations saisonnières, même dans le contexte des cours d'eau sibériens, pourtant caractérisés par des écarts saisonniers importants. Et ces écarts peuvent être encore plus élevés selon les années : sur la durée d'observation de 43 ans, le débit mensuel minimal a été de 0,73 m3/s en mars 1977, tandis que le débit mensuel maximal s'élevait à 629 m3/s en juin 1995.
En ne considérant que la période estivale, libre de glaces (de mai à septembre inclus), le débit mensuel minimal observé a été de 8,59 m3/s en août 1979, ce qui restait assez appréciable.